# Биктагирова, Мадина Ульфатовна
Мадина Ульфатовна Биктагирова  (род. 20 сентября 1964) — советская и российская бегунья на длинные дистанции, которая специализировалась в марафоне. Серебряная призёрка чемпионата Европы 1998 года с результатом 2:28.01. На олимпийских играх 1992 года заняла 4-е место, однако на допинг-контроле в её крови нашли фенилпропаноламин, и она была дисквалифицирована. На Олимпиаде в Атланте выступала за Белоруссию, но не смогла закончить марафонскую дистанцию. Заняла 5-е место на олимпийских играх 2000 года с результатом 2:26.33.
Экс-рекордсменка Беларуси в марафоне — 2:26.23.

## Достижения
- Победительница Лос-Анджелесского марафона 1992 года — 2:26.23
- Победительница Нагойского марафона 1997 года — 2:29.30
- Победительница Наганского марафона 2002 года — 2:26.09
- Победительница Наганского марафона 2003 года — 2:28.23